# La cucaracha (película)
La cucaracha es una película dramática y romántica mexicana de 1959, coescrita, producida y dirigida por Ismael Rodríguez, y protagonizada por Dolores del Río y María Félix, junto a Emilio «El Indio» Fernández, Antonio Aguilar, Flor Silvestre y la actuación especial de Pedro Armendáriz, con las actuaciones de Ignacio López Tarso y Alicia del Lago.

## Argumento
En los albores de la Revolución mexicana, derrotado y casi sin tropas, el villista coronel Antonio Zeta (Emilio «El Indio» Fernández) llega a un pueblo controlado por los carrancistas. Aunque son aliados, Antonio Zeta encarcela y ordena fusilar al coronel Zúñiga (David Reynoso) y a varios de sus hombres para tomar el control del pueblo. Entre los muertos está el amante de "La Cucaracha" (María Félix), una bragada soldadera que capitanea un grupo de mujeres armadas. "La Cucaracha" siente de inmediato una atracción por el coronel Zeta. Poco después, en un combate, una mujer del pueblo, madura y educada, llamada Isabel (Dolores del Río), pierde a su marido y se ve forzada a unirse a la tropa. En poco tiempo, "La Cucaracha" logra que el coronel Zeta se rinda ante sus encantos, sin embargo, Zeta está fascinado con la presencia de Isabel. En medio de la batalla, se desata un enfrentamiento pasional entre "La Cucaracha" e Isabel.

## Reparto
- María Félix - Refugio "La cucaracha"
- Dolores del Río - Isabel Puente
- Emilio «El Indio» Fernández - Coronel Antonio Zeta (con la voz doblada por Narciso Busquets)
- Pedro Armendáriz - Coronel Valentín Razo
- Ignacio López Tarso - Trinidad
- Antonio Aguilar - El capitán Ventura
- Flor Silvestre - Lola
- Cuco Sánchez - Cantante
- Lupe Carriles - "Trompeta"
- Emma Roldán - Partera
- Miguel Manzano - Gabriel Fuentes
- David Reynoso - Coronel Zúñiga
- Tito Novaro - Jacobo Méndez
- Alicia del Lago - Soldadera embarazada
- Humberto Almazán - Soldier
- Irma Torres - Soldadera

## Producción
El director Ismael Rodríguez, tomo como base para La cucaracha, la historia de una vieja locomotora llamada "Cucaracha", que funcionó en la Revolución mexicana. Rodríguez adaptó la historia y convirtió a "La cucaracha", en una mujer, una soldadera. La historia giraría en el enfrentamiento entre una bravía soldadera y una joven raptada de una hacienda por los revolucionarios. Rodríguez ofreció la cinta a María Félix durante el rodaje de Tizoc: Amor Indio. La actriz considerada originalmente para interpretar a su némesis sería Elsa Aguirre. Maria Félix aceptó con la condición de que la coprotagonista fuera Dolores del Río, y así pudiera darse un "enfrentamiento fílmico" entre las dos grandes divas del Cine Mexicano. De esta forma, y para que Dolores del Río aceptara el proyecto, la historia se modificó para crear un personaje femenino tan importante como el de "La Doña". Así, la historia derivó en el enfrentamiento entre la soldadera y una mujer del pueblo, madura y educada. Lo cierto es que ambas actrices se trataron por primera vez en sus vidas durante la filmación, y de la supuesta rivalidad, surgió una estrecha amistad que perduró hasta la muerte.  Acerca de esta "rivalidad" María Félix, dijo en su autobiografía en 1993: "Con Dolores no tuve ninguna rivalidad. Al contrario éramos amigas y siempre nos tratamos con mucho respeto, cada una con su personalidad. Eramos completamente distintas: Ella refinada, interesante, suave en el trato, y yo en cambio enérgica, arrogante y mandona".

## Premios
La cucaracha estuvo nominada en 1959 a la Palma de Oro como mejor película.